# 维莱苏巴约勒
维莱苏巴约勒（法語：Villez-sous-Bailleul，法語發音：[vile su bajœl]）是法国厄尔省的一个市镇，属于莱桑德利区。该市镇总面积4.36平方公里，2009年时的人口为306人。

## 人口
维莱苏巴约勒人口变化图示